# Ricerca sull'Inchiesta della Congregazione dell'Indice dei libri proibiti
In seguito alla pubblicazione di un Index librorum prohibitorum da parte di Clemente VIII nel 1596, la Congregazione dell’Indice dei Libri Proibiti attese che le fossero inviate comunicazioni relative ai libri posseduti, proibiti o sospetti. Dopo una serie di sollecitazioni, che ebbero scarsa rispondenza, richiese agli Ordini religiosi maschili esistenti in Italia di inviare la lista completa dei titoli dei libri posseduti sia individualmente sia in comune (in alcuni casi si aggiunsero anche liste di monasteri femminili e liste di laici e chierici). 

## Storia
I materiali pervenuti a Roma furono assemblati in una serie di 83 codici, elencati in un documento del 1613. Durante l’età napoleonica nel 1810 i manoscritti, unitamente ad altro materiale archivistico vaticano, furono trasportati a Parigi. Con il crollo di quel regime furono riportati Roma nel 1817, ma in quel doppio tragitto alcuni andarono dispersi. Dopo la soppressione della Congregazione dell’Indice nel 1917 i suoi fondi archivistici furono trasferiti presso la Congregazione del S. Ufficio. 61 manoscritti contenenti il materiale dell’inchiesta furono depositati nel 1917 presso la Biblioteca Apostolica Vaticana (gli attuali codici Vat. lat. 11266-11326). Essi riguardano 31 Ordini religiosi: Agostiniani, Barnabiti, Benedettini Cassinesi, Verginiani, Camaldolesi, Coronesi, Canonici regolari agostiniani, Canonici regolari Lateranensi, Canonici regolare del S. Spirito, Canonici regolari di S. Giorgio in Alga, Cappuccini, Caracciolini, Carmelitani, Carmelitani Mantovani, Carmelitani Scalzi, Celestini, Certosini, Cisterciensi, Crociferi, Eremiti del b. Pietro da Pisa, Girolamini, Girolamini Fiesolani, Eremiti Ambrosiani, Francescani Conventuali, Francescani Osservanti, Olivetani, Serviti, Somaschi, Teatini, Terzo Ordine Regolare, Vallombrosani. 
Ulteriori manoscritti sono stati rintracciati negli ultimi due decenni. 
All’incirca si tratta di 20.000 fogli, relativi a  quasi 10.000 possessori, per un  totale intorno a 1.000.000 di titoli di libri. 
La trascrizione delle liste, l'individuazione delle edizioni corrispondenti ai singoli titoli e l'immissione di tutto questo materiale in una banca dati accessibile alla libera consultazione (Le biblioteche degli ordini regolari in Italia alla fine del secolo XVI) si svolge nellìambito di un programma denominato Ricerca sull’Inchiesta della Congregazione dell’Indice [RICI], che ha preso avvio nell’anno 2000, con il patrocinio dell’Associazione don Giuseppe De Luca. È stata promossa da Roberto Rusconi e Giovanna Granata, allora appartenenti all’Università dell’Aquila. È stata riconosciuta come Progetto di Ricerca di Interesse Nazionale nel 2001 (università di Chieti, Firenze, L’Aquila, Milano/Cattolica, Sapienza/Roma), nel 2003 (università di Chieti, Macerata, Milano/Cattolica, Roma Tre, Sapienza/Roma) e nel 2006 (università di Macerata, Roma Tre, Pisa/Scuola Normale Superiore).
Ha goduto del sostegno di alcuni Ordini religiosi: Carmelitani della B.V. Maria Immacolata, Chierici Regolari di Somasca, Chierici Regolari di S. Paolo, Congregazione Benedettina Olivetana, Congregazione Benedettina Vallombrosana, Congregazione Camaldolese dell’Ordine di S. Benedetto, Ordine dei Minimi, Ordine di S. Agostino, Ordine Francescano Frati Minori (Conferenza dei Ministri Provinciali), Ordine Francescano Frati Minori Cappuccini (Provincia Umbra) e Conferenza Italiana dei Ministri Provinciali Cappuccini, Ordine Francescano Frati Minori Conventuali (Centro Studi Antoniani), Servi di Maria. 
In seguito allo scioglimento dell’Associazione don Giuseppe De Luca, la banca dati on line è stata conferita alla Biblioteca Apostolica Vaticana. L’implementazione della banca dati e la serie delle pubblicazioni è curata da un comitato scientifico, coordinato da Roberto Rusconi (Università Roma Tre) e composto da Rosa Marisa Borraccini (Università di Macerata), Agostino Borromeo (Sapienza – Università di Roma), Gianna Del Bono (Università di Roma – Tor Vergata), Massimo Carlo Giannini (Università di Teramo), Giovanna Granata (Università di Cagliari), Giovanni Grosso (Institutum Carmelitanum), Maria Pia Paoli (Scuola Normale Superiore di Pisa), Luigi Pellegrini (Università di Chieti), Andreina Rita (Biblioteca Apostolica Vaticana), Danilo Zardin (Università Cattolica del S.C. – Milano), Gabriella Zarri (Università di Firenze). 

## Ambito e copertura
Nella serie “Libri e biblioteche degli Ordini religiosi in italia alla fine del secolo XVI”, compresa nella collana “Studi e testi” della Biblioteca Apostolica Vaticana, sono in corso di pubblicazione le trascrizioni delle liste appartenenti a singoli Ordini, con apparato critico e introduzioni storiche (la funzione di indice dei titoli e delle edizioni è svolta dalla banca dati).

## Pubblicazioni
- Congregazione di Santa Maria di Vallombrosa dell'ordine di San Benedetto, collana (Libri e biblioteche degli ordini religiosi in Italia alla fine del secolo XVI, 1 = Studi e testi, 475), a cura di Samuele Megli e Francesco Salvestrini, Città del Vaticano, Biblioteca apostolica Vaticana, 2013.
- Congregazione camaldolese dell'Ordine di San Benedetto, collana (Libri e biblioteche degli ordini religiosi in Italia alla fine del secolo XVI, 2 = Studi e testi, 487), a cura di Cécile Caby e Samuele Megli, Città del Vaticano, Biblioteca apostolica Vaticana, 2014.
- Chierici regolari minori, collana (Libri e biblioteche degli ordini religiosi in Italia alla fine del secolo XVI, 3 = Studi e testi, 497), a cura di Lucia Marinelli e Paola Zito., Città del Vaticano, Biblioteca apostolica Vaticana, 2015.
- Congregazione dell'Oratorio, collana (Libri e biblioteche degli ordini religiosi in Italia alla fine del secolo XVI, 4 = Studi e testi, 522), a cura di Elisabetta Caldelli e Gennaro Cassiani, Città del Vaticano, Biblioteca apostolica Vaticana, 2017.
- Ordine dei frati scalzi della B. V. Maria del Monte Carmelo, collana (Libri e biblioteche degli ordini religiosi in Italia alla fine del secolo XVI, 4 = Studi e testi, 522), a cura di Giovanno Grosso con Carmela Compare e Agata Pincelli, Città del Vaticano, Biblioteca apostolica Vaticana, 2017.
- Congregazione degli eremiti di San Girolamo del Beato Pietro da Pisa. Monaci eremiti di San Girolamo, collana (Libri e biblioteche degli ordini religiosi in Italia alla fine del secolo XVI, 4 = Studi e testi, 522), a cura di Monica Bocchetta, Città del Vaticano, Biblioteca apostolica Vaticana, 2017.
- La congregazione dell'Indice, l'esecuzione dell'Index del 1596 e gli Ordini regolari in Italia. Documenti, collana (Libri e biblioteche degli ordini religiosi in Italia alla fine del secolo XVI, 5 = Studi e testi, 525), a cura di Alessandro Serra, Città del Vaticano, Biblioteca apostolica Vaticana, 2018.
- Congregazione dei canonici regolari del SS. Salvatore, collana (Libri e biblioteche degli ordini religiosi in Italia alla fine del secolo XVI, 6 = Studi e testi, 530), a cura di Gianna del Bono, Città del Vaticano, Biblioteca apostolica Vaticana, 2018.
- Ordine dei Minimi di san Francesco di Paola, collana (Libri e biblioteche degli ordini religiosi in Italia alla fine del secolo  XVI, 7  = Studi e testi, 539), a cura di Rocco Benvenuto OM e Roberto Rusconi con Carmela Compare, Città del Vaticano, Biblioteca apostolica Vaticana, 2020.
- Ordine dei Frati Minori Cappuccini, I, collana (Libri e biblioteche degli ordini religiosi in Italia alla fine del secolo  XVI, 8/1 = Studi e testi, 555), a cura di Carmela Compare, Francesca Nepori e Roberto Rusconi, Città del Vaticano, Biblioteca apostolica Vaticana, 2020.
- Terzo Ordine Regolare di San Francesco, collana (Libri e biblioteche degli ordini religiosi in Italia alla fine del secolo  XVI, 9  = Studi e testi, 561), a cura di Riccardo Battiloro TOR e Roberto Rusconi, Città del Vaticano, Biblioteca apostolica Vaticana, 2023.
- Congregazione di Montevergine dell'ordine di San Benedetto, collana (Libri e biblioteche degli ordini religiosi in Italia alla fine del secolo  XVI, 10  = Studi e testi, 564), a cura di Sara Cosi(†) con Monica Bocchetta, Rosa Marisa Borranccini e Roberto Rusconi, Città del Vaticano, Biblioteca apostolica Vaticana, 2023.